# Phyllophaga platyrhina
Phyllophaga platyrhina är en skalbaggsart som beskrevs av Bates 1888. Phyllophaga platyrhina ingår i släktet Phyllophaga och familjen Melolonthidae. Inga underarter finns listade i Catalogue of Life.